# Mabilwa
Der Mabilwa ist ein 1656 m hoher Berg in Osttimor. Er befindet sich in der Aldeia Mabiloa, im Südosten des Sucos Saburai (Verwaltungsamt Maliana, Gemeinde Bobonaro). Der Gebirgszug bildet die Grenze des Sucos im Osten. Höchster Gipfel ist der nordöstlich gelegene Abendudatoi (1792 m) im Suco Tapo.